# Sirène (Q123)
| «Сирена»                                                                    | «Сирена»                                                                                                 | «Сирена»                                                                                                 |
| --------------------------------------------------------------------------- | --- | --- |
| Sirène (Q123)                                                               | | |
|                                                                             | | |
| Французький підводний човен «Сирена»                                        | | |
| Верф                                                                        | Ateliers et chantiers de la Loire, Сен-Назер                                                             | Ateliers et chantiers de la Loire, Сен-Назер                                                             |
| Під прапором                                                                | Франція                                                                                                  | Франція                                                                                                  |
| Належність                                                                  | Військово-морські сили Франції                                                                           | Військово-морські сили Франції                                                                           |
| Порт приписки                                                               | Брест, Тулон                                                                                             | Брест, Тулон                                                                                             |
| На честь                                                                    | Сирени                                                                                                   | Сирени                                                                                                   |
| Закладений                                                                  | 28 листопада 1924                                                                                        | 28 листопада 1924                                                                                        |
| Спуск на воду                                                               | 6 серпня 1925                                                                                            | 6 серпня 1925                                                                                            |
| Введений до складу флоту                                                    | 12 березня 1927                                                                                          | 12 березня 1927                                                                                          |
| На службі                                                                   | 1927–1942                                                                                                | 1927–1942                                                                                                |
| Загибель                                                                    | 27 листопада 1942 року затоплений екіпажем у Тулоні                                                      | 27 листопада 1942 року затоплений екіпажем у Тулоні                                                      |
| Бойовий досвід                                                              | Друга світова війна Битва на Середземному морі                                                           | Друга світова війна Битва на Середземному морі                                                           |
| Проєкт                                                                      | | |
| Класифікація ПЧ                                                             | дизель-електричний підводний човен 2-го класу                                                            | дизель-електричний підводний човен 2-го класу                                                            |
| Тип ПЧ                                                                      | підводний човен типу «Сірен» 600-ї серії                                                                 | підводний човен типу «Сірен» 600-ї серії                                                                 |
| Головний конструктор                                                        | М.Сімоно                                                                                                 | М.Сімоно                                                                                                 |
| Основні характеристики                                                      | | |
| Швидкість (надводна)                                                        | 14 вузлів (26 км/год)                                                                                    | 14 вузлів (26 км/год)                                                                                    |
| Швидкість (підводна)                                                        | 7,5 вузлів (13,9 км/год)                                                                                 | 7,5 вузлів (13,9 км/год)                                                                                 |
| Робоча глибина занурення                                                    | 75 м | 75 м |
| Дальність плавання                                                          | 3500 миль (6482 км) на швидкості 7,5 вузлів (надводна) 75 миль (139 км) на швидкості 5 вузлів (підводна) | 3500 миль (6482 км) на швидкості 7,5 вузлів (надводна) 75 миль (139 км) на швидкості 5 вузлів (підводна) |
| Автономність плавання                                                       | 14 діб                                                                                                   | 14 діб                                                                                                   |
| Екіпаж                                                                      | 41 офіцер та матрос                                                                                      | 41 офіцер та матрос                                                                                      |
| Розміри                                                                     | | |
| Довжина найбільша (по КВЛ)                                                  | 65,98 м                                                                                                  | 65,98 м                                                                                                  |
| Ширина корпусу найб.                                                        | 4,94 м                                                                                                   | 4,94 м                                                                                                   |
| Середня осадка (по КВЛ)                                                     | 3,82 м                                                                                                   | 3,82 м                                                                                                   |
| Водотоннажність надводна                                                    | 626 тонн                                                                                                 | 626 тонн                                                                                                 |
| Водотоннажність підводна                                                    | 787 тонн                                                                                                 | 787 тонн                                                                                                 |
| Силова установка                                                            | | |
| Дизель-електрична: 2 × дизельних двигуни Normand-Vickers 2 × електродвигуни | | |
| Гвинти                                                                      | 2 | 2 |
| Потужність                                                                  | 2 × 600 к.с. (дизелі) 2 × 500 к. с. (електродвигуни)                                                     | 2 × 600 к.с. (дизелі) 2 × 500 к. с. (електродвигуни)                                                     |
| Озброєння                                                                   | | |
| Артилерія                                                                   | 1 × 75-мм гармата modèle 1897                                                                            | 1 × 75-мм гармата modèle 1897                                                                            |
| Торпедно- мінне озброєння                                                   | 7 × 533-мм торпедних апаратів 8 торпед                                                                   | 7 × 533-мм торпедних апаратів 8 торпед                                                                   |
| ППО                                                                         | 2 × 8-мм зенітні кулемети                                                                                | 2 × 8-мм зенітні кулемети                                                                                |

«Сирена» (Q123) (фр. Sirène (Q123) — військовий корабель, малий підводний човен типу «Сірен» 600-ї серії військово-морських сил Франції часів Другої світової війни.
Підводний човен «Сирена» був закладений 28 листопада 1924 року на верфі компанії Ateliers et chantiers de la Loire у Сен-Назері. 6 серпня 1925 року він був спущений на воду, а 12 березня 1927 року увійшов до складу ВМС Франції.

## Історія служби
Коли 1 вересня 1939 року з вторгненням Німеччини в Польщу почалася Друга світова війна, «Сирена» базувався в Тулоні у складі 19-ї дивізії підводних човнів разом з підводними човнами «Галаті», «Наяд» і «Аргонот». 3 вересня 1939 року Франція вступила у війну на боці союзників.
10 травня 1940 року почалася битва за Францію, а 10 червня 1940 року Італія оголосила війну Франції та приєдналася до вторгнення. З 10 по 19 червня «Сирена» та «Галаті» по черзі виконували оборонне патрулювання в Тірренському морі біля Бастії та Алістро на східному узбережжі Корсики. Підводні човни «Серес» та «Паллас» звільнили їх 19 червня 1940 року. Битва за Францію завершилася поразкою Франції та підписанням 22 червня 1940 року перемир'я з Німеччиною та Італією.
Після перемир'я в червні 1940 року «Сирена» служив у військово-морських силах Франції Віші.
Коли 3 липня 1940 року відбулася атака британців на Мерс-ель-Кебір, під час якої ескадра британського флоту атакувала ескадру ВМС Франції, яка пришвартувалась на військово-морській базі в Мерс-ель-Кебір поблизу Орана на узбережжі Алжиру, «Сирена» була частиною групи «B» у Тулоні разом із підводними човнами «Ціре», «Іріс», «Паллас», «Султан» та «Вені». У відповідь на британську атаку група «B» отримала наказ сформувати лінію патрулювання від півдня від острова Ейр до узбережжя Алжиру між Тенесом і Деллісом з дистанцією 25 морських миль (46 км) між підводними човнами, й атакувати будь-які британські військові кораблі, які вони зустріли, в першу чергу британський лінійний крейсер «Худ» як їхній найвищий пріоритет, а потім переміститися в порт в Орані. В умовах повного радіомовчання група «B» вирушила о 05:00 4 липня 1940 року, але їхні накази було скасовано, і французькі підводні човни повернулися до Тулона 5 липня.
Оскільки напруженість у відносинах зі Сполученим Королівством все ще була дуже високою, «Сирена», «Султан» і підводні човни «Діаман», «Галаті» і «Перле» стали на якір о 20:00 9 липня 1940 року в готовності захистити Тулон, тоді як «Ціре», «Іріс», «Паллас» і «Вені» патрулювали в Середземному морі на південь від Тулона. Оскільки британські сили в Середземному морі 10 липня повідомляли про те, що вони прямують до Гібралтару, усі підводні човни були відкликані до Тулона.
Не маючи змоги вирушити в море, коли 27 листопада 1942 року Німеччина та Італія окупували Вільну зону Вішістської Франції, «Сирена» була серед французьких кораблів, затоплених у Тулоні, щоб запобігти їх захопленню противником, коли німецькі війська увійшли до Тулона того дня. Французами були знищені 77 кораблів, у тому числі 3 лінійні кораблі, 1 гідроавіаносець «Командан Тест», 7 крейсерів, 15 есмінців, 13 міноносців, 6 шлюпів, 15 підводних човнів, 9 сторожових катерів, 19 допоміжних суден, 1 навчальний корабель, 28 буксирів і 4 кранів. П'яти підводним човнам вдалося вирватися в хаосі ситуації з бази, три досягли Північної Африки (два підводні човни дійшли до Алжиру: «Касаб'янка» і «Марсойн», один човен «Глорі» — Орану), човен «Іріс» дістався іспанської Барселони, і останній — «Венус» — змушений був затопитися в гирлі гавані.
Німці захопили «Сирену» та передали її італійцям. Італійська фірма, Serra Roma Company, підняла човен під час рятувальної операції, яка розпочалася 16 березня 1943 року. Джерела розходяться в думках щодо того, чи бувкорабель піднятий 23 березня 1943 року, але наступного дня він знову затонув. Італійці знову підняли його 25 квітня 1943 року. Його не ремонтували.
Після капітуляції Італії союзникам у вересні 1943 року німці взяли «Сірену» під свій контроль. Вони оголосили підводний човен «непридатним для використання» та 26 січня 1944 року відбуксирували до Брейгайону в Ла-Сен-сюр-Мер і пришвартували там. Американські бомбардувальники потопили його під час нальоту 29 квітня 1944 року. Після того, як німці підняли ПЧ з води, 16 травня 1944 року вони вирішили повернути «Сирену» та «Галаті» під контроль Франції, щоб вони могли служити джерелом запасних частин та обладнання. 22 червня 1944 року «Сирена» знову була потоплена під час авіанальоту союзників на Тулон. Врешті-решт човен продали на металобрухт у вересні 1945 року у Марселі.